# On Every Street
 (mai 2023).
Albums de Dire Straits
Brothers in Arms
(1985) On the Night
(1993)
Singles
1. Calling Elvis
Sortie : 19 août 1991
2. Heavy Fuel
Sortie : 21 octobre 1991
3. On Every Street
Sortie : 17 février 1992
4. The Bug
Sortie : 15 juin 1992
5. You and Your Friend  
Sortie : 1992
6. Ticket To Heaven
Sortie : 1994

On Every Street est le sixième et dernier album studio du groupe rock britannique Dire Straits. Il est sorti en septembre 1991 sur le label Vertigo Records et a été produit par Mark Knopfler & Dire Straits. Initialement prévu pour l'année 1990, l'album fut reporté à cause de la guerre du Golfe.

## Historique
Cet album fut enregistré et mixé dans les studios AIR de Londres entre novembre 1990 et mai 1991. Le batteur Terry Williams ayant quitté le groupe, il sera remplacé pour l'enregistrement par Jeff Porcaro de Toto et Manu Katché.
Après un silence de presque cinq ans, plus précisément depuis la fin de la tournée "Brothers In Arms Tour", cet album fut très attendu par les fans après l'immense succès, plus de 30 millions d'albums vendus, qu'avait connu Brothers in Arms six ans auparavant.
Bien que On Every Street n'ait pas connu  le même succès, il se vendit très bien étant certifié disque d'or ou de platine dans de nombreux pays. En France, il sera certifié disque de diamant pour plus d'un million d'exemplaires vendus.
Cet album se classa à la première place des charts d'un grand nombre de pays européens, dont le Royaume-Uni, l'Allemagne et la France. Aux États-Unis, il se classa à la 12e place du Billboard 200 et sera certifié disque de platine.
L'album (source en 2025) s'est vendu à plus de 10 millions dans le monde dont 1,5 million aux États-Unis, 1,4 million en France, 1 million en Allemagne et près de 900 000 au Royaume-Uni.

## Liste des chansons
- Toutes les compositions sont de Mark Knopfler.

1. Calling Elvis – 6:26
2. On Every Street – 5:04
3. When It Comes to You – 5:01
4. Fade to Black – 3:50
5. The Bug – 4:16
6. You and Your Friend – 5:59
7. Heavy Fuel – 5:10
8. Iron Hand – 3:09
9. Ticket to Heaven – 4:25
10. My Parties – 5:33
11. Planet of New Orleans – 7:48
12. How Long – 3:49

Édition limitée avec deux titres bonus
1. Millionaire Blues - 4:22
2. Kingdom Come - 4:15

## Musiciens

### Dire Straits
- Mark Knopfler - chant, guitares rythmique et solo
- John Illsley - basse, chœurs
- Alan Clark - claviers, direction des cordes
- Guy Fletcher - claviers, chœurs

### Musiciens additionnels
- Phil Palmer - guitare
- Vince Gill - guitare, chœurs (5)
- Paul Franklin - guitare pedal steel, lap steel (6)
- Chris White - flûte, saxophone
- George Martin - arrangements des cordes, direction de l'orchestre (9)
- Jeff Porcaro - batterie, percussions
- Manu Katché - batterie, percussions (7, 11)
- Danny Cummings - percussions

## Production
- Mark Knopfler – production
- Dire Straits – production
- Chuck Ainlay – ingénieur
- Bill Schnee – ingénieur
- Steve Orchard – assistant ingénieur
- Jack Joseph Puig – assistant ingénieur
- Andy Strange - assistant ingénieur
- Neil Dorfsman – mixing (1-6, 8-11)
- Bob Clearmountain – mixing (7)
- Avril Mackintosh – assistante mixing
- Bob Ludwig – mastering à Masterdisk (New York)
- Jo Motta – coordinatrice du projet
- Sutton Cooper – design
- Paul Cummins – design
- Paul Williams – photographies
- Ron Eve – technicien des guitares de Mark Knopfler

## Charts et certifications
| Pays             | Durée du classement | Meilleur classement |
| ---------------- | ------------------- | ------------------- |
| Allemagne        | 37 semaines         | 1er                 |
| Australie        | 19 semaines         | 1er                 |
| Autriche         | 21 semaines         | 1er                 |
| Canada           | 37 semaines         | 3e                  |
| États-Unis       | 32 semaines         | 12e                 |
| France           | 71 semaines         | 1er                 |
| Italie           | -                   | 1er                 |
| Norvège          | 22 semaines         | 1er                 |
| Nouvelle-Zélande | 19 semaines         | 1er                 |
| Pays-Bas         | 58 semaines         | 1er                 |
| Royaume-Uni      | 36 semaines         | 1er                 |
| Suède            | 11 semaines         | 1er                 |
| Suisse           | 25 semaines         | 1er                 |

| Pays             | Certification | Ventes      | Date       |
| ---------------- | ------------- | ----------- | ---------- |
| Allemagne        | Platine       | 500 000 +   | 1991       |
| Australie        | 2 × Platine   | 140 000 +   | 1992       |
| Autriche         | Platine       | 50 000 +    | 12/09/1991 |
| Canada           | 2 × Platine   | 200 000 +   | 24/10/1991 |
| États-Unis       | Platine       | 1 000 000 + | 13/11/1991 |
| France           | Diamant       | 1 000 000 + | 1992       |
| Nouvelle-Zélande | Platine       | 15 000 +    | 29/09/1991 |
| Pays-Bas         | Platine       | 800 000 +   | 1991       |
| Royaume-Uni      | 2 × Platine   | 600 000 +   | 01/10/1991 |
| Suisse           | 4 × Platine   | 200 000 +   | 1992       |

### Charts singles
| Année | Chart                  | Durée du classement | Position |
| ----- | ---------------------- | ------------------- | -------- |
| 1991  | Mainstream Rock Tracks | 8 semaines          | 3e       |
| 1991  | Alternative Songs      | 3 semaines          | 25e      |
| 1991  | UK Singles Chart       | 4 semaines          | 21e      |
| 1991  | Single Top 100         | 18 semaines         | 8e       |
| 1991  | ARIA Charts            | 8 semaines          | 8e       |
| 1991  | Ö3 Austria Top 40      | 10 semaines         | 8e       |
| 1991  | (V) Ultratop           | 12 semaines         | 2e       |
| 1991  | RPM Top Singles        | 17 semaines         | 4e       |
| 1991  | Top 100                | 14 semaines         | 7e       |
| 1991  | VG-lista               | 7 semaines          | 2e       |
| 1991  | RMNZ Singles Top40     | 8 semaines          | 9e       |
| 1991  | Mega Top 50            | 13 semaines         | 4e       |
| 1991  | Sverigetopplistan      | 7 semaines          | 6e       |
| 1991  | Schweizer Hitparade    | 13 semaines         | 2e       |

| Année | Chart                  | Durée du classement | Position |
| ----- | ---------------------- | ------------------- | -------- |
| 1991  | Mainstream Rock Tracks | 34 semaines         | 1er      |
| 1991  | Alternative Songs      | 2 semaines          | 22e      |
| 1991  | UK Singles Chart       | 2 semaines          | 55e      |
| 1991  | Single Top 100         | 13 semaines         | 48e      |
| 1991  | ARIA Charts            | 6 semaines          | 26e      |
| 1991  | (V) Ultratop           | 3 semaines          | 19e      |
| 1991  | RPM Top Singles        | 16 semaines         | 17e      |
| 1991  | Top 100                | 7 semaines          | 32e      |
| 1991  | RMNZ Singles Top40     | 3 semaines          | 34e      |
| 1991  | Mega Top 50            | 6 semaines          | 25e      |

| Année | Chart            | Durée du classement | Position |
| ----- | ---------------- | ------------------- | -------- |
| 1992  | UK Singles Chart | 2 semaines          | 42e      |
| 1992  | Top 100          | 8 semaines          | 23e      |
| 1992  | Mega Top 50      | 8 semaines          | 42e      |

| Année | Chart                  | Durée du classement | Position |
| ----- | ---------------------- | ------------------- | -------- |
| 1992  | Mainstream Rock Tracks | 12 semaines         | 8e       |
| 1992  | UK Singles Chart       | 1 semaine           | 67e      |
| 1992  | Single Top 100         | 10 semaines         | 52e      |
| 1992  | (V) Ultratop           | 1 semaine           | 36e      |
| 1992  | Top 100                | 4 semaines          | 44e      |
| 1992  | Mega Top 50            | 9 semaines          | 24e      |

| Année | Chart       | Durée du classement | Position |
| ----- | ----------- | ------------------- | -------- |
| 1992  | Top 100     | 1 semaine           | 49e      |
| 1992  | Mega Top 50 | 5 semaines          | 62e      |

| Année | Chart       | Durée du classement | Position |
| ----- | ----------- | ------------------- | -------- |
| 1994  | Mega Top 50 | 5 semaines          | 43e      |